# 411 î.Hr.

## Nașteri
- dată necunoscută: Oreste al Macedoniei  (d. 396 î.Hr.)

## Decese
- Antiphon, filozof sofist și orator grec antic, care a trăit în Atena (n. 480 î.Hr.)
- Protagoras, filosof grec, considerat a fi cel mai timpuriu și mai important dintre sofiști (n. 486 î.Hr.)